# Айполово
Айполово — село в Каргасокском районе Томской области России. Входит в состав Нововасюганского сельского поселения.

## География
Село находится в западной части Томской области, в пределах Васюганской равнины, на правом берегу реки Васюган, вблизи места впадения в него реки Мостная, на расстоянии примерно 246 км (по прямой) к западу-юго-западу (WSW) от села Каргасок, административного центра района. Абсолютная высота — 70 м над уровнем моря.
Часовой пояс
Село Айполово, как и вся Томская область, находится в часовой зоне МСК+4. Смещение применяемого времени относительно UTC составляет +7:00.

## История
Основано в 1700 году. По данным 1926 года имелось 34 хозяйства и проживал 141 человек (в основном — остяки). В административном отношении село являлось центром Айполовского сельсовета Каргасокского района Томского округа Сибирского края.

## Население
| 1920 | 2002 | 2010 | 2012 | 2013 | 2014 | 2015 |
| ---- | ---- | ---- | ---- | ---- | ---- | ---- |
| 125  | ↘20  | ↘5   | ↘3   | ↘2   | ↘1   | →1   |
| 2021 |      |      |      |      |      |      |
| ↘0   |      |      |      |      |      |      |

Гендерный состав
По данным Всероссийской переписи населения 2010 года, в гендерной структуре населения мужчины составляли 100 %.
Национальный состав
Согласно результатам переписи 2002 года, в национальной структуре населения селькупы составляли 35 %, ханты — 25 %.